# Ромберг, Мориц Генрих
Мо́риц Ге́нрих Ро́мберг (нем. Moritz Heinrich Romberg; 11 ноября 1795, Майнинген — 16 или 17 июня 1873, Берлин) — профессор внутренних болезней Берлинского университета, один из основателей неврологии.

## Биография
Мориц Генрих Ромберг родился в еврейской семье в Майнингене. После смерти отца семья переехала в Берлин. Ромберг посещал в Берлине гимназию «У серого монастыря», затем учился в Берлинском университете. В 1817 году в Берлине он защитил диссертацию на степень доктора медицины по теме «De rachitide congenite». Затем он продолжил своё обучение в Венском университете у Иоганна Петера Франка. После возвращения в Берлин Ромберг открыл врачебную практику. До 1845 года он исполнял должность врача для бедных. В 1830 году, после перехода в протестантство, он защитил диссертацию по теме о кровоизлияниях в мозг, дающей право преподавания в университете. В 1838 году Ромберг стал экстраординарным, а в 1845 году – ординарным профессором Берлинского университета. С 1842 по 1865 год он руководил основанным Гуфеландом Королевским поликлиническим институтом внутренней медицины. В 1857 году Ромберг был приглашён для консультации к перенесшему инсульт прусскому королю Фридриху Вильгельму IV. С большим размахом в 1867 году в Берлине праздновался 50-летний юбилей научной деятельности Ромберга.

## Избранные сочинения
Помимо различных журнальных статей и монографий по специальным вопросам внутренних болезней, он издал классический учебник нервных болезней «Lehrbuch der Nervenkrankheiten» (1840—1846 г.; 3-е изд., 1857). Этот учебник был первым научно обоснованным и систематически изложенным курсом неврологии в истории медицины. Имя Ромберга занимает, таким образом, первенствующее место среди основателей неврологии. Другие труды Морица Ромберга: «Bemerkungen über die asiat. Cholera» (1832), издание «Opuscula Albertini» (1828).
- Lehrbuch der Nerven-Krankheiten des Menschen. Berlin, 1840. (2. Auflage 1851).
- Русский перевод: М. Г. Ромберг. Руководство к изучению нервных болезней. – Пер. с 3-го испр. изд. – Киев: Универ. типогр., 1860. Книга в фондах СПб. Публ. библиотеки